# Worodougou
Worodougou é uma das 19 regiões da Costa do Marfim.

## Dados
Capital: Séguéla
Área: 21 900 km²
População: 400 200 hab. (2002)

## Departamentos
A região de Worodougou está dividida em dois departamentos:
- Mankono
- Séguéla